# Théophile Kaboy Ruboneka
Théophile Kaboy Ruboneka (Bobandana, 27 de fevereiro de 1941) é um clérigo congolês e bispo católico romano emérito de Goma.
Théophile Kaboy Ruboneka foi ordenado sacerdote em 27 de agosto de 1972.
O Papa João Paulo II o nomeou Bispo de Kasongo em 2 de novembro de 1995. O bispo de Goma, Faustin Ngabu, o consagrou bispo em 19 de março do ano seguinte; Os co-consagradores foram o Arcebispo Faustino Sainz Muñoz, Núncio Apostólico na República Democrática do Congo, e Christophe Munzihirwa Mwene Ngabo SJ, Arcebispo de Bukavu.
Em 21 de abril de 2009, Bento XVI o nomeou ao bispo coadjutor de Goma. Com a aposentadoria de Faustin Ngabu, sucedeu-o em 18 de março de 2010 como Bispo de Goma.
O Papa Francisco aceitou sua aposentadoria em 23 de abril de 2019.